# Україна на Всесвітніх іграх 2017
Українська збірна отримала 80 ліцензій до Польщі на Всесвітні ігри 2017 і посіла 5 загальнокомандне місце, а у медальному заліку з показових видах спорту посіла 1 місце з 5 золотими та 2 бронзовими нагородами.
У національній збірній представлені 20 видів спорту: джиу-джитсу, карате, стрибки на батуті, спортивна акробатика, танцювальний спорт, підводний спорт, пауерліфтинг, таїландський бокс Муай-тай, спортивна аеробіка, сумо, кікбоксинг WAKO, спортивне орієнтування, сквош, стрибки на акробатичній доріжці, боулінг, веслування у тренажері, художня гімнастика, парашутний спорт, воднолижний спорт, скелелазіння.

## Медалісти
| Медаль | Спортсмен                          | Вид спорту           | Дисципліна                 | Дата     |
| ------ | ---------------------------------- | -------------------- | -------------------------- | -------- |
| Золото | Світлана Тросюк                    | Сумо                 | легка вага, до 65 кг       | 22 липня |
| Золото | Лариса Соловйова                   | Пауерліфтинг         | середня вага               | 24 липня |
| Золото | Наталя Москвіна Світлана Малькова  | Стрибки на батуті    | синхронні стрибки          | 26 липня |
| Золото | Сергій Білий                       | Пауерліфтинг         | важка вага                 | 25 липня |
| Золото | Олексій Рокочий                    | Пауерліфтинг         | надважка вага              | 26 липня |
| Золото | Станіслав Горуна                   | Карате               | куміте до 75 кг            | 26 липня |
| Золото | Богдан Мочульський                 | Джиу-джитсу          | до 62 кг                   | 28 липня |
| Золото | Ігор Любченко                      | Таїландський бокс    | до 63,5 кг                 | 30 липня |
| Золото | Сергій Куляба                      | Таїландський бокс    | до 67 кг                   | 30 липня |
| Золото | Олег Приймачов                     | Таїландський бокс    | до 91 кг                   | 30 липня |
| Срібло | Іванна Березовська                 | Сумо                 | важка вага, понад 80 кг    | 22 липня |
| Срібло | Даниїл Болдирєв                    | Скелелазіння         | Швидкість                  | 22 липня |
| Срібло | Микола Просторов Дмитро Бєдєвкін   | Стрибки на батуті    | синхронні стрибки          | 24 липня |
| Срібло | Володимир Рисєв                    | Паверліфтинг         | середня вага               | 25 липня |
| Срібло | [[Мельник Тетяна\|Тетяна Мельник]] | Паверліфтинг         | надважка вага              | 26 липня |
| Срібло | Аніта Серьогіна                    | Карате               | куміте до 61 кг            | 26 липня |
| Срібло | Василь Сорокін                     | Таїландський бокс    | до 75 кг                   | 30 липня |
| Бронза | Катерина Дєлова                    | Підводне плавання    | 50 м пірнання              | 21 липня |
| Бронза | Анастасія Антоняк                  | Підводне плавання    | плавання в ластах, 200 м   | 21 липня |
| Бронза | Марина Максименко                  | Сумо                 | середня вага, до 80 кг     | 22 липня |
| Бронза | Анастасія Антоняк                  | Підводне плавання    | плавання в ластах, 400 м   | 22 липня |
| Бронза | Ірина Пікінер                      | Підводне плавання    | плавання в біластах, 100 м | 22 липня |
| Бронза | Вероніка Габелок Ірина Назімова    | Спортивна акробатика | жіноча пара                | 24 липня |
| Бронза | Андрій Наньєв                      | Паверліфтинг         | середня вага               | 25 липня |
| Бронза | Дмитро Семененко                   | Паверліфтинг         | важка вага                 | 25 липня |

### Медалісти показової програми ігор
| Медаль | Спортсмен        | Вид спорту                         | Дисципліна  | Дата     |
| ------ | ---------------- | ---------------------------------- | ----------- | -------- |
| Золото | Олена Буряк      | Академічне веслування на тренажері | 2000 метрів | 26 липня |
| Золото | Орфан Сананзаде  | Кікбоксинг                         | до 63,5 кг  | 27 липня |
| Золото | Віталій Дубіна   | Кікбоксинг                         | до 71 кг    | 27 липня |
| Золото | Антон Бондаренко | Академічне веслування на тренажері | 500 метрів  | 27 липня |
| Золото | Олена Буряк      | Академічне веслування на тренажері | 500 метрів  | 27 липня |
| Бронза | Антон Бондаренко | Академічне веслування на тренажері | 2000 метрів | 26 липня |
| Бронза | Роман Головатюк  | Кікбоксинг                         | понад 91 кг | 27 липня |